# Christianity not Mysterious
Christianity not Mysterious est un livre du penseur John Toland publié en 1696.

## Historique des publications
Le travail a été publié anonymement entre décembre 1695 et juin 1696. Toland a admis sa paternité en juin 1696.

## Influence
Christianity not Mysterious est un ouvrage fondateur à la fois de la libre pensée et de la philosophie irlandaise. Il est considéré comme une expression classique du déisme.